# Typocaeta parva
Typocaeta parva là một loài bọ cánh cứng trong họ Cerambycidae.